# Hannes Johansson
Bror Hannes Arnold Johansson, född 1931 i Burträsk, död 2010 i Spånga utanför Stockholm, var en svensk keramiker.

## Biografi
Hannes Johanssons föräldrar var vägmästaren Anders Johansson och hans fru Alma Johansson. Huset som Hannes växte upp hade hans far köpt av tonsättaren Wilhelm Peterson-Berger som levde en del av sitt liv i Burträsk. 
Johansson flyttade till Stockholm 1953 där han först arbetade i en färgfarbrik  och sedan inom läkemedelsbranschen. Hela tiden fanns tankarna på konsten som han helst ville syssla med. På fritiden började han experimentera med lera, ett material som visade sig passa honom och hans uttryck väldigt bra. I slutet på 50-talet sålde han sina första alster och efterfrågan blev större och större. Från 1972 ägnade sig Johansson helt åt sin konstnärliga verksamhet. Hannes Johansson dog 2010 och efterlämnade sin fru och två barn.

## Hannes Johanssons keramiska fåglar

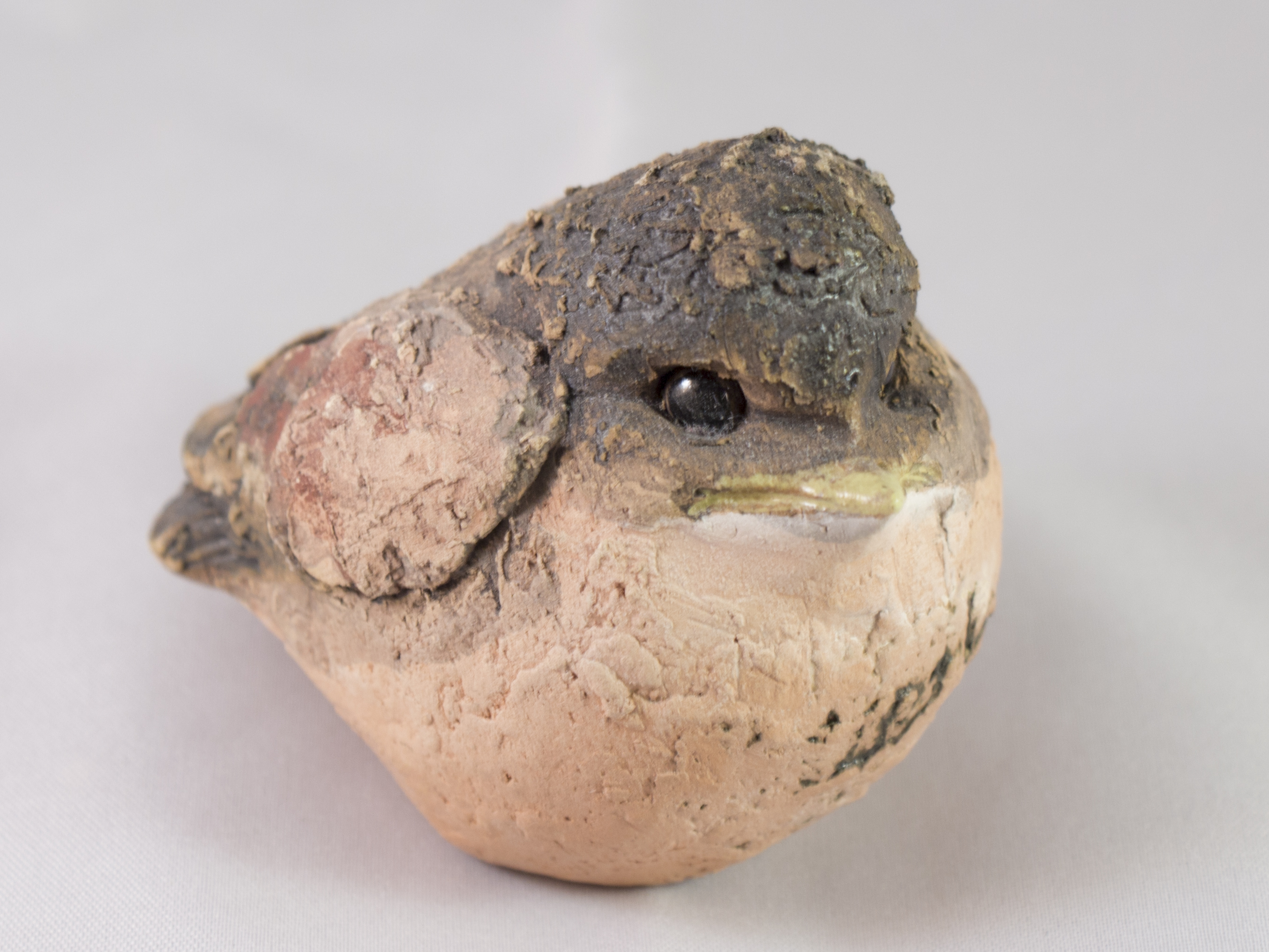
Stor fågelunge av Hannes Johansson

Hannes Johansson är mest känd för de fåglar i keramik som han med framgång producerade. Med en egen uppfunnen teknik gjorde han fåglar som inte bara skulle se ut på ett speciellt sätt utan även ge en speciell känsla när man höll i dem.
"Mina ambitioner har varit att försöka skapa små skulpturer att ta på, hålla i handen och förhoppningsvis fyllas av varma och muntra känslor”

## Utställningar
- Burträskbygdens konstförening  1966
- Svensk Hemslöjd Stockholm 1982-1992
- Libraria  Stockholm (tolv utställningar  på 80-talet)
- Länshemslöjden  Stockholm (två utställningar  på 80-talet)
- Gallerie pro Arte Stockholm
- Gallerie Modern Art Stockholm
- Konstnärspalatset Stockholm
- Galleri Östermalm Stockholm
- Gallery Art 54  New York Oktober 1994

## Recensioner/Press
“... inte vilken fågel som helst, detta är nämligen en keramikskulptur med själ."- Hjemmet Norge
"Hannes fåglar vädjar till känslorna, därför tar man dom gärna i handen”- Varkauden Lehti, Finland
“Hannes ger sina keramikalster en värna-livets-känsla, som är svår att stå emot”- Tidningen Broderskap

## Konstsamlaren
Hannes Johansson samlade på konst främst av konstnären Uno Vallman